# Litsea flexuosa
Litsea flexuosa är en lagerväxtart som beskrevs av Jacob Gijsbert Boerlage. Litsea flexuosa ingår i släktet Litsea och familjen lagerväxter. Inga underarter finns listade i Catalogue of Life.